# Cmentarz Grębałowski
Cmentarz Grębałów – jeden z najnowszych i największych cmentarzy Krakowa, położony w Nowej Hucie, w dzielnicy Wzgórza Krzesławickie, przy ul. Karola Darwina 1. Zajmuje powierzchnię 25,5 ha. Czynny od 1 października 1964 roku.

## Historia
Cmentarz zajmuje obszar prawie 26 ha. Po poszerzeniu w latach 70. XX w. zajmuje obszar pomiędzy ul. Kocmyrzowską i Darwina oraz  fortem w Grębałowie, dlatego nie ma już możliwości powiększenia jego powierzchni. Zarządcą jest Zarząd Cmentarzy Komunalnych w Krakowie, który na terenie cmentarza posiada budynek administracyjny. Znajduje się w nim Sala Pożegnań. Obok została zbudowana kaplica, która nie ma swojego proboszcza. Pogrzeby odprawiają księża z poszczególnych parafii. Na teren cmentarza prowadzi 6 wejść, w tym podwójne od strony bramy głównej przy ul. Darwina.

## Pochowani
Spoczywają tutaj: reżyser Jerzy Ridan, archeolog prof. Piotr Kaczanowski, budowniczy Nowej Huty i przodownik pracy Piotr Ożański (pierwowzór Mateusza Birkuta, bohatera filmu A. Wajdy Człowiek z marmuru), ofiary stanu wojennego: Bogdan Włosik i Ryszard Smagur. Dwie kwatery przeznaczono dla członków ZBoWiD, na jednej z nich ustawiono w 1986 r. niewielki pomnik z kamiennych fragmentów zniszczonego przez Niemców Pomnika Grunwaldzkiego.

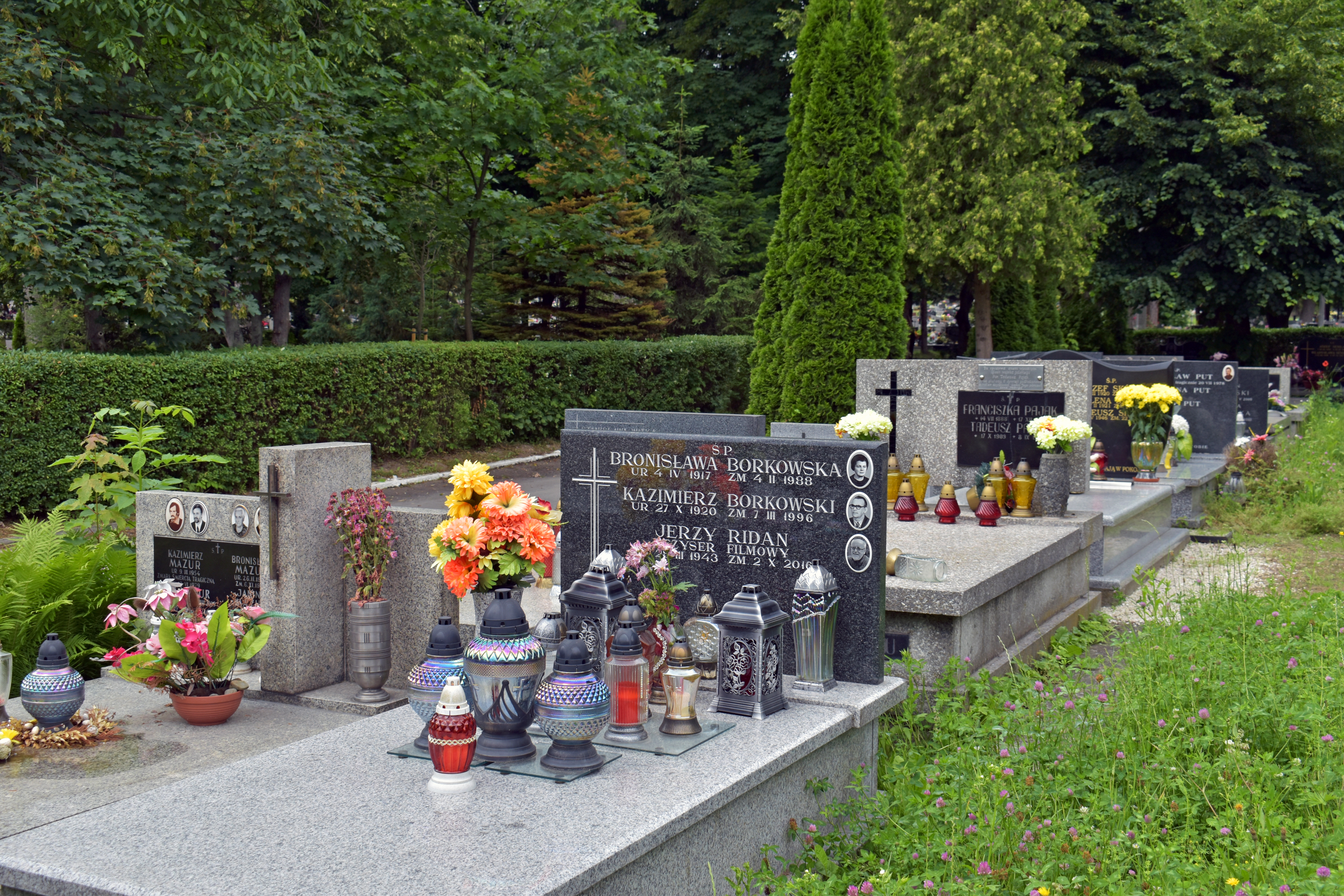
Grób Jerzego Ridana
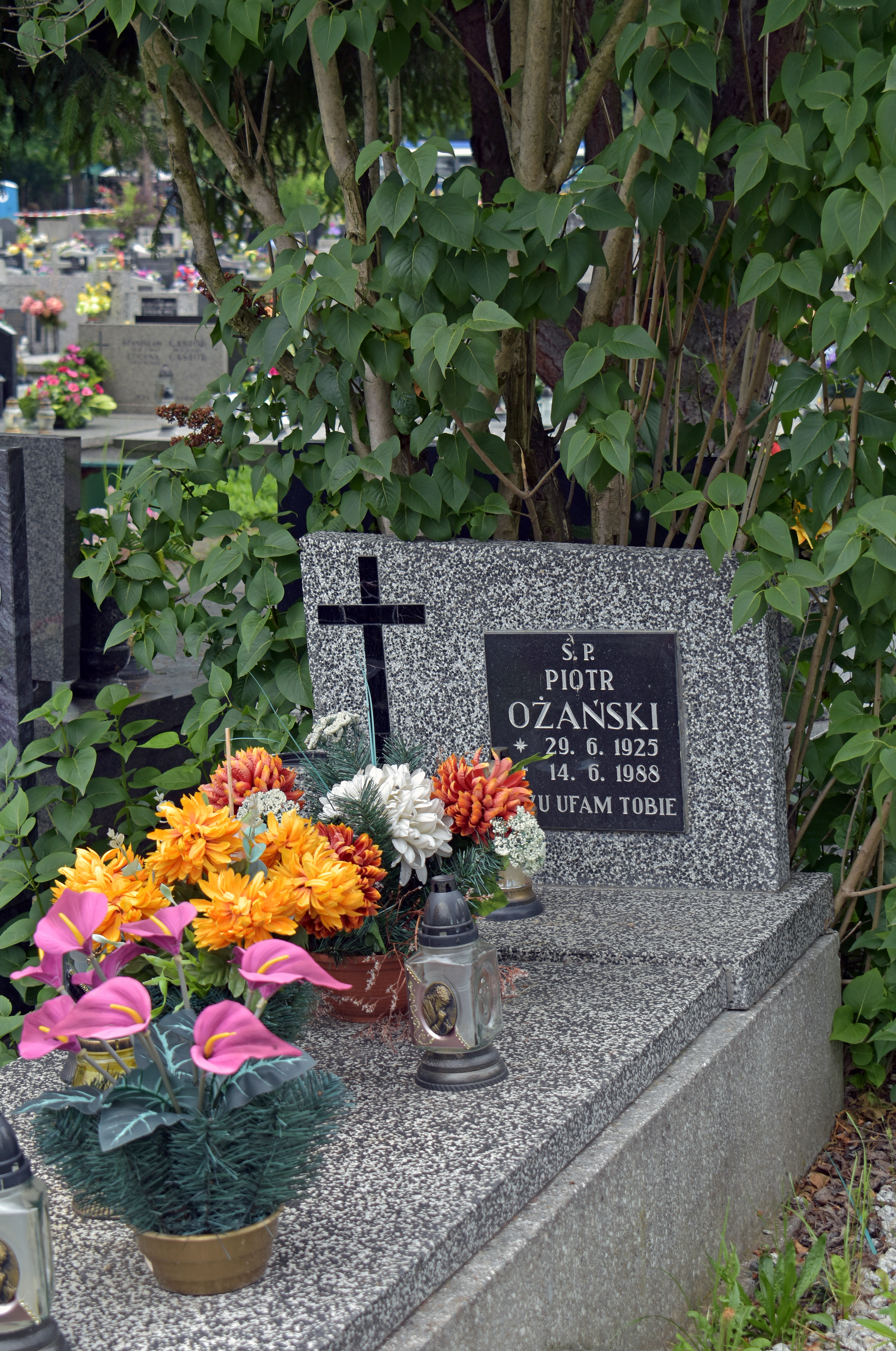
Grób Piotra Ożańskiego
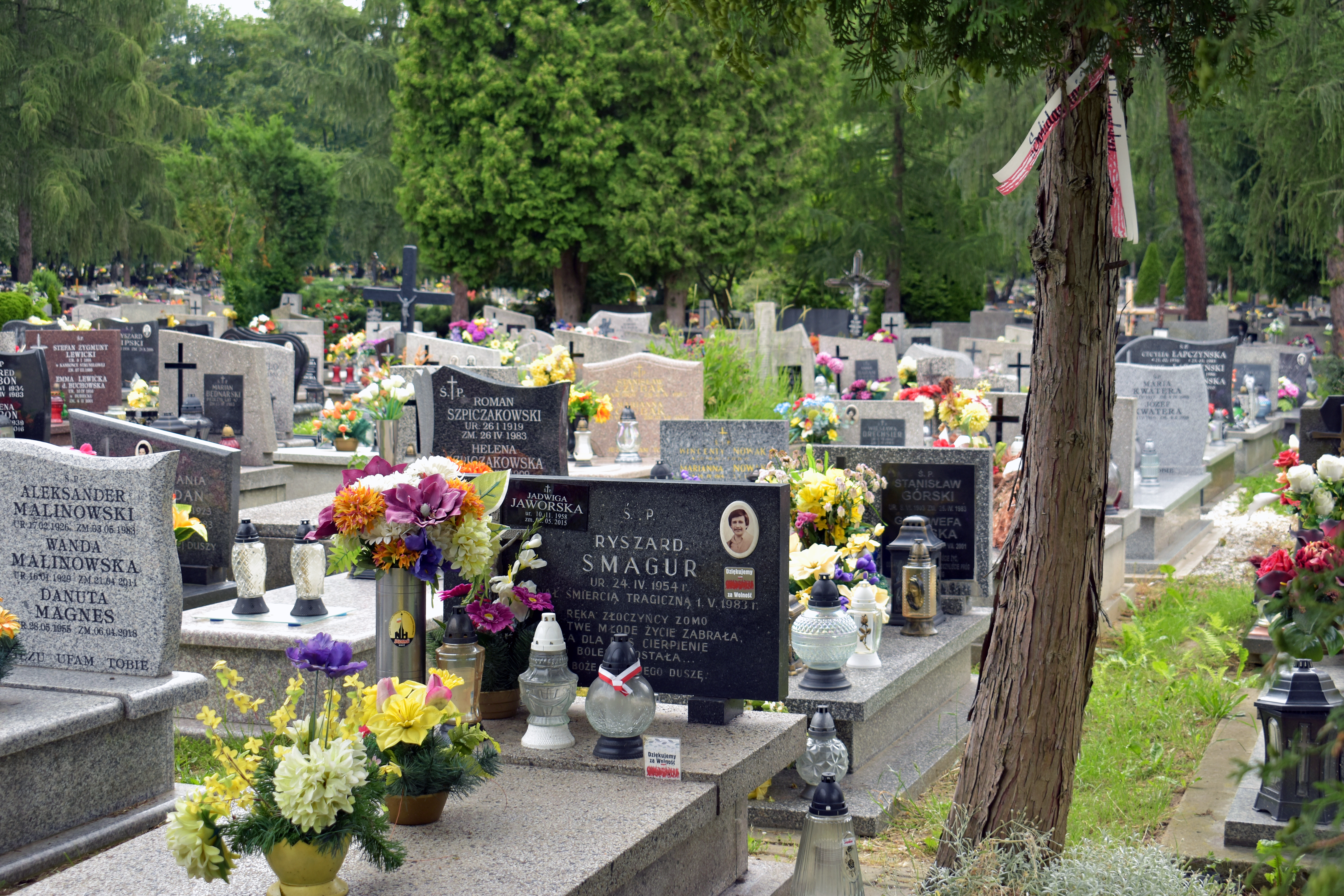
Grób Ryszarda Smagura
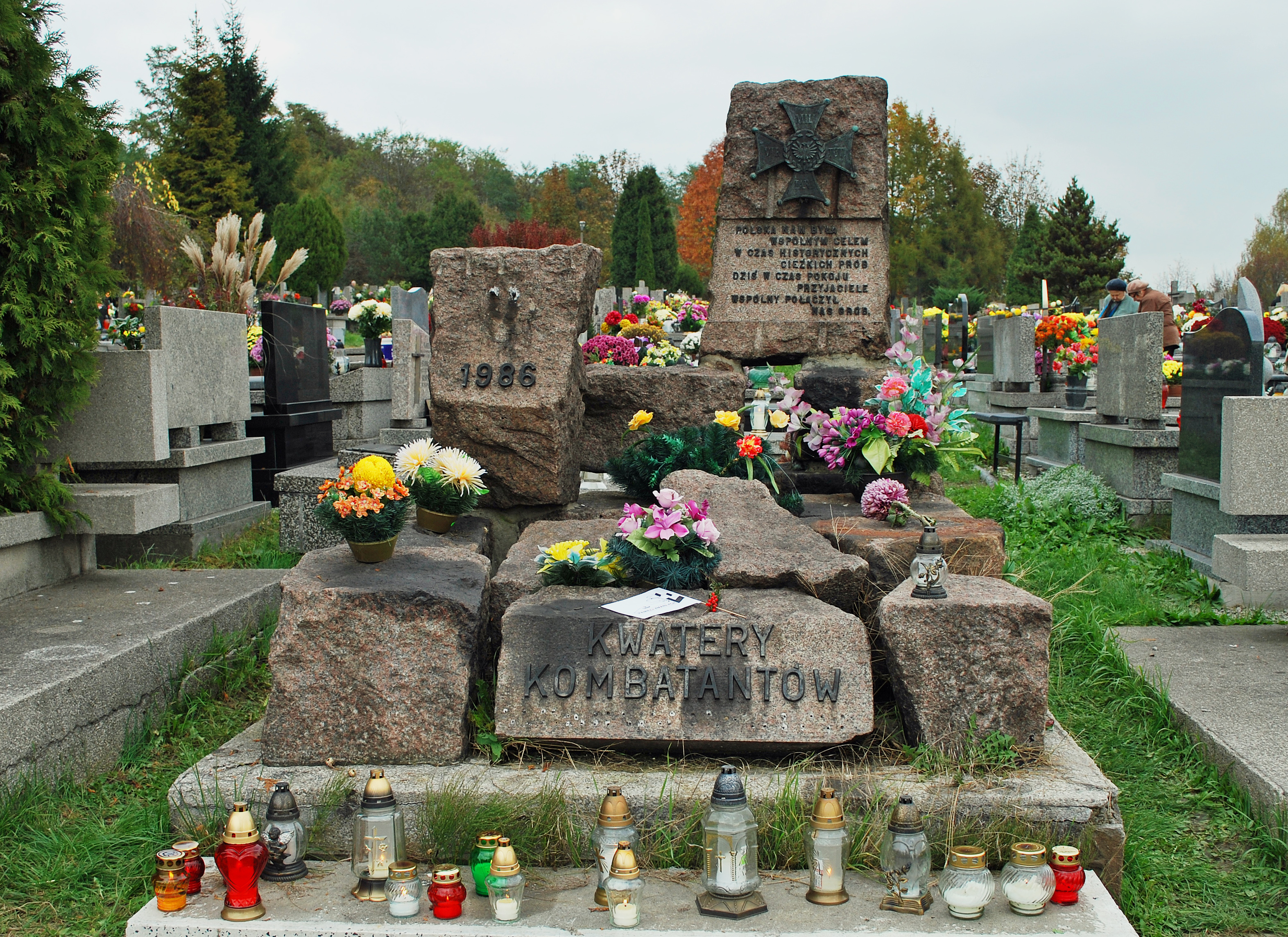
Pomnik przy kwaterze kombatantów
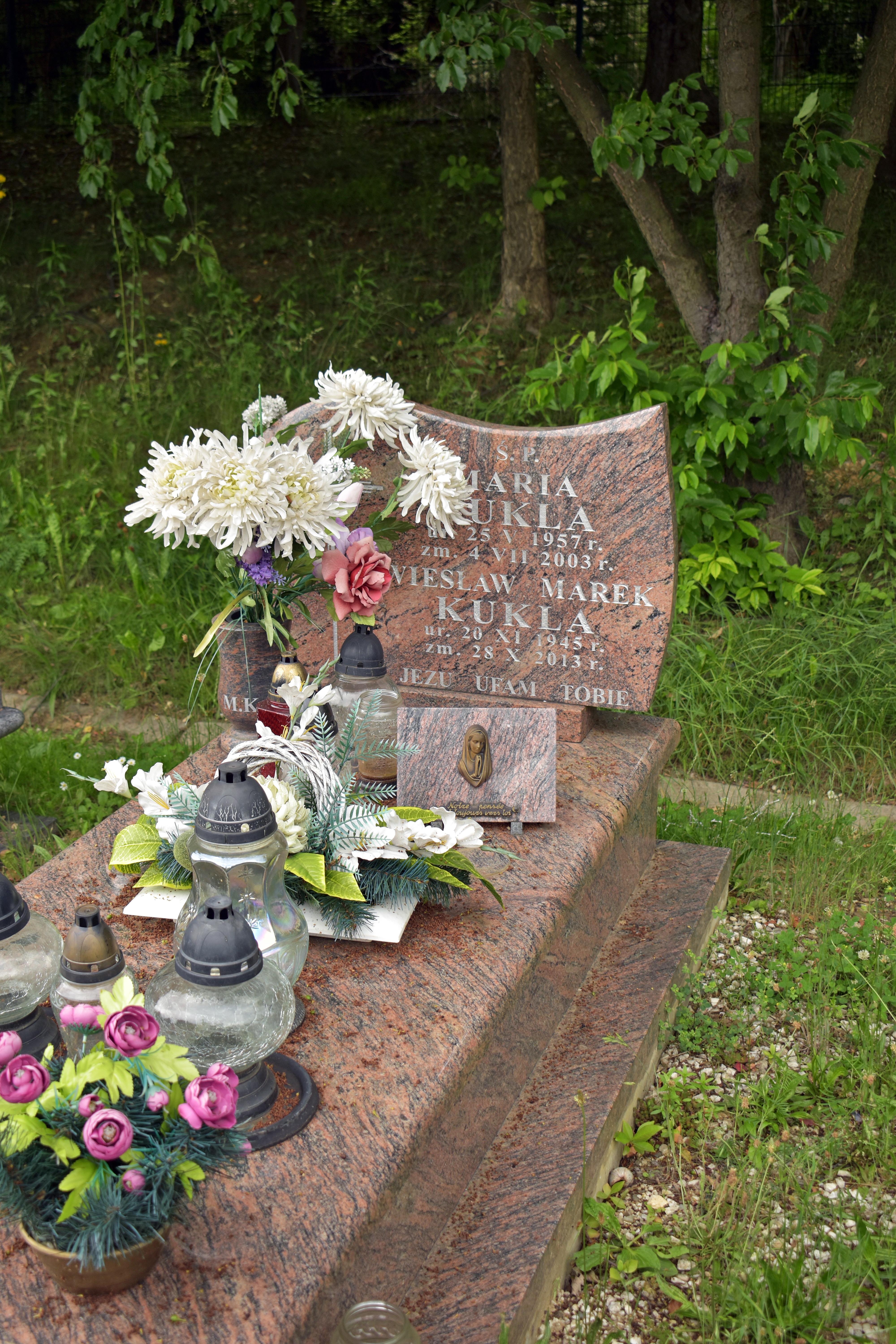
Grób Wiesława Kukli